# Sailing (Christopher Cross)
Sailing is een nummer van de Amerikaanse zanger Christopher Cross. Het is de tweede single van zijn titelloze debuutalbum uit 1979. Het nummer werd op 15 juni 1980 op single uitgebracht in de VS en Canada en in januari 1981 in Europa, Oceanië en Japan.
"Sailing" is een rustige ballad, die volgens Cross gaat over mooie zomers op het water met zijn beste vriend. De plaat werd in een aantal landen een hit en bereikte in thuisland de Verenigde Staten de nummer 1-positie in de Billboard Hot 100, evenals in Canada. Begin 1981 werd de plaat ook in de rest van de wereld een hit. In Nieuw-Zeeland werd de 8e positie bereikt, in Australië de 46e en in het Verenigd Koninkrijk de 48e positie in de UK Singles Chart.
In Nederland werd de plaat op maandag 2 maart 1981 door dj Frits Spits en producer Tom Blomberg in het radioprogramma De Avondspits verkozen tot de 133e NOS Steunplaat van de week op Hilversum 3 en werd een radiohit in de destijds drie hitlijsten op de nationale popzender. De plaat bereikte de 41e positie in de Nationale Hitparade, de 18e positie in de Nederlandse Top 40 en de 17e positie in de TROS Top 50. In de Europese hitlijst op Hilversum 3, de TROS Europarade, werd geen notering behaald.
In België bereikte de plaat de 38e positie in de Vlaamse Ultratop 50. In de Vlaamse Radio 2 Top 30 werd géén notering behaald.

## NPO Radio 2 Top 2000
| Nummer met noteringen in de NPO Radio 2 Top 2000 | '99 | '00 | '01  | '02  | '03  | '04  | '05  | '06  | '07  | '08  | '09-'11 | '12  | '13  |
| ------------------------------------------------ | --- | --- | ---- | ---- | ---- | ---- | ---- | ---- | ---- | ---- | ------- | ---- | ---- |
| Sailing                                          | 909 | -   | 1450 | 1291 | 1301 | 1638 | 1698 | 1712 | 1661 | 1616 | -       | 1803 | 1983 |

1. ↑  Een '-' betekent dat het nummer niet was genoteerd en een vetgedrukt getal geeft de hoogste notering aan.
2. ↑  Deze tabel is bijgewerkt tot en met de laatste editie (2024).